# Резервный капитал
Резе́рвный капита́л — размер имущества предприятия, который предназначен для размещения в нём нераспределённой прибыли, для покрытия убытков, погашения облигаций и выкупа акций предприятия.

## Формирование по российским стандартам бухгалтерского учёта
Резервный капитал формируется в размере не менее 5 % от уставного капитала. общества с ограниченной ответственностью (ООО) и унитарные предприятия могут не формировать резервный капитал, но могут это сделать в соответствии с учредительными документами или учётной политикой. В ст. 30 Федерального закона «Об обществах с ограниченной ответственностью» от 08.02.1998 г. № 14-ФЗ говорится, что общество может создавать резервный и иные фонды в порядке и размерах, предусмотренных уставом общества.
Размер резервного капитала определяется уставом организации в определённых пределах: для акционерных обществ этот предел должен быть не меньше 5 % уставного капитала, а размер ежегодных отчислений не менее 5 % годовой чистой прибыли согласно ст. 35 закона «Об акционерных обществах».
Резервный капитал используется для покрытия непредвиденных потерь и убытков, а также для выплаты дивидендов акционерам, держателям привилегированных акций при недостаточности для этих целей прибыли. Кроме того, средства резервного капитала могут быть использованы для погашения облигаций организаций и выкупа её собственных акций в случае отсутствия иных средств.
Резервный капитал не может быть использован для других целей.
Резервный капитал предназначен для покрытия общих убытков при отсутствии других возможностей их покрытия и формируется за счёт резервов, образованных в соответствии с действующим законодательством, и за счёт резервов, образованных в соответствии с учредительными документами.
Резервный капитал используется на покрытие убытков, полученных предприятием, но для большинства из них порядок использования резервного капитала законодательно не установлен. Однако для акционерных обществ он определён ст. 35 Федерального закона «Об акционерных обществах», где говорится, что резервный фонд общества предназначен для покрытия его убытков, а также для погашения облигаций общества и выкупа акций общества в случае отсутствия иных средств.